# Phonotaenia bipunctata
Phonotaenia bipunctata är en skalbaggsart som beskrevs av Lansberge 1882. Phonotaenia bipunctata ingår i släktet Phonotaenia och familjen Cetoniidae. Inga underarter finns listade i Catalogue of Life.